# تعطيل نشاط التداول بالسوق
تعطيل نشاط التداول بالسوق هو لفظ مشتق من العالم المادي ليدل على الأشياء التي تبرز من شيءٍ آخر أو تتعلق عليه. وغالبًا ما يرى الواقف أسفل ذلك «النتوء» ظلاً ناتجًا عن بروز من الجسم الرأسي المجاور مثله مثل الظل الذي ينتج عن شجرة أو بناء.
في مجال التسويق، يرتبط تعطيل نشاط التداول بالسوق بقيام شركة بالإعلان عن منتج جديد أو إستراتيجية أعمال جديدة في مساحة قريبة من الهدف. وليتم تعطيل نشاط التداول بالسوق بمعناه في هذا السياق لابد من توافر الشروط التالية: أن يكون المعلن شركة رائدة في السوق في المحيط القريب منها، وألا يكون المنتج الجديد جاهزًا للإصدار في وقت الإعلان، وأن يكون السوق جديدًا ولم تحدد معاييره بعد، وأن يكون الهدف هو إحباط نمو المنافس عن طريق تشجيع العملاء على انتظار المنتج الجديد.

## أمثلة حديثة على تعطيل نشاط التداول بالأسواق
في يونيو عام 1999 - أعلنت شركة نورتل إستراتيجية نقل الصوت عبر بروتوكول الإنترنت حينما كانت شركة سيسكو وأنظمتها السيلسيوسية الحديثة، بروتوكول الإنترنت وتبادل فرع خاص، تبدأ في جذب مؤيدين. انظر mobile VoIP blog and history نسخة محفوظة 8 مارس 2016 على موقع واي باك مشين. و Inca strategy. حيث كانت شركة نورتل رائدة مشروع تبادل الفروع الخاصة (PBXs) وقدمت هذا الإعلان لتحتفظ بولاء قاعدتها الهائلة القائمة بالفعل ولتبطئ من تبني فئة منتج بروتوكول الإنترنت وتبادل الفرع الخاص (IP PBX). فتسببت شركة نورتل في هبوط التداول في سوق IP PBX بالإعلان عن منتجاتها قبل توفيرها باثني عشر شهرًا أو أكثر.
وفي يونيو عام 2006 - دخلت شركة مايكروسوفت بالبرمجيات إلى سوق الهواتف العاملة ببروتوكول الإنترنت. وهنا دخلت مجموعة منتجات وتطبيقات ذات صلة في الأسواق المتجاورة في إعلانات عن منتجات ليست متاحة بعد لتسبب هبوط التداول في سوق IP PBX؛ مما أدى إلى تباطؤ نمو هذا السوق، واهتمام المسوقين بالآثار المترتبة ومحاولتهم لتطوير منتجاتهم، وتشجيع العملاء على التفكير فيما يمكن أن تقدمه شركة مايكروسوفت للأسواق؛ فأعطى ذلك الوقت الكافي لشركة مايكروسوفت حتى تلحق بتصنيع المنتجات. انظر شركة مايكروسوفت تعطل نشاط التداول بسوق IP PBX

## تأثير تعطيل نشاط التداول بالأسواق
توضح الأدلة التجريبية أن هذه التقنية فعالة فما زال المسوقون الأبطأ في الاستجابة لنمو الأسواق المجاورة سريعة التطور يستخدمونها كتكتيكٍ تسويقي. بينما تستمر صناعة التكنولوجيا المتقدمة في التبلور، من المرجح أن يستمر تعطيل نشاط التداول بالسوق كآلية يستخدمها المسوقون بهدف «تشكيل» القطاعات الناشئة.